# Brujas mágicas
Brujas mágicas es una película española, estrenada el 28 de diciembre de 1981, dirigida por Mariano Ozores y protagonizada por Andrés Pajares, Antonio Ozores, Ángel de Andrés, Azucena Hernández y Paloma Hurtado, entre otros.

## Argumento
En un pequeño pueblo de la España del siglo XVI, Diego (Andrés Pajares), el molinero del lugar, provoca una irresistible atracción entre las mozas del lugar que lo acosan sin parar, con el consiguiente desenfreno. Sin embargo, la influencia de la Iglesia es todavía demasiado grande y no se toleran impunemente los excesos sexuales. El temor a la Inquisición es una constante. Un peregrino que llega al pueblo camino de Santiago de Compostela es confundido con un inquisidor, desencadenándose toda una serie de equívocos y malentendidos. 

## Reparto
| Intérprete         | Personaje          |
| ------------------ | ------------------ |
| Andrés Pajares     | Diego              |
| Antonio Ozores     | Fray Vicentino     |
| Ángel de Andrés    | Don Lope           |
| Azucena Hernández  | Julisa             |
| Paloma Hurtado     | Cándida            |
| Adrián Ortega      | Calixto            |
| Trini Alonso       | Agripina           |
| Adriana Ozores     | Mara               |
| María Casal        | Hermana de Mara    |
| Alexia Loreto      | Hermana de Mara    |
| Pilar Alcón        | Florencia          |
| Sally Sitton       | Matilde            |
| Francisco Camoiras | Roquemada          |
| Luis Lorenzo       | Valentino          |
| Tony Valento       | Mateo              |
| Juan Taberner      | Panadero           |
| Emilio Fornet      | Hombre del anuncio |
| Carlos Lucas       | Landelino          |

## ¿Dónde se rodó?
Madrid
- Datos: Q5734418